# Bryum trifarium
Bryum trifarium là một loài rêu trong họ Bryaceae. Loài này được Hedw. J.F. Gmel. ex With. mô tả khoa học đầu tiên năm 1801.